# کویینسی آنتیپاس
کویینسی آنتیپاس (انگلیسی: Quincy Antipas؛ زادهٔ ۲۰ آوریل ۱۹۸۴) ورزشکار اهل زیمبابوه است.
از باشگاه‌هایی که در آن بازی کرده‌است می‌توان به باشگاه فوتبال مغرب تطوان، باشگاه فوتبال فاسی، باشگاه فوتبال بروندبی، و تیم ملی فوتبال زیمبابوه اشاره کرد.
وی همچنین در تیم ملی فوتبال Zimbabwe بازی کرده است.